# كهف كوسيغاساوا
كهف كوسيغاساوا (باليابانية: 小瀬ヶ沢洞窟، بالروماجي: Kosegasawa dōkutsu) موقع أثري يتضمن كهفًا أستخدم من قبل خلال حقبة جومون، يقع ضمن بلدة أغا، محافظة نييغاتا، منطقة هوكوريكو في اليابان، تحديدًا يبعد الكهف عن محطة تسوغاوا [الإنجليزية] مسير 20 دقيقة بالسيارة على خط بانّيتسو الغربي [الإنجليزية] التابع لشركة شرق اليابان للسكك الحديدية، موقع الكهف يخلو من المرافق والخدمات الأخرى.
تم تصنيف الكهف عام 1982 على أنه (مَعلَم تاريخي وطني [الإنجليزية]) في اليابان.

## نظرة عامة

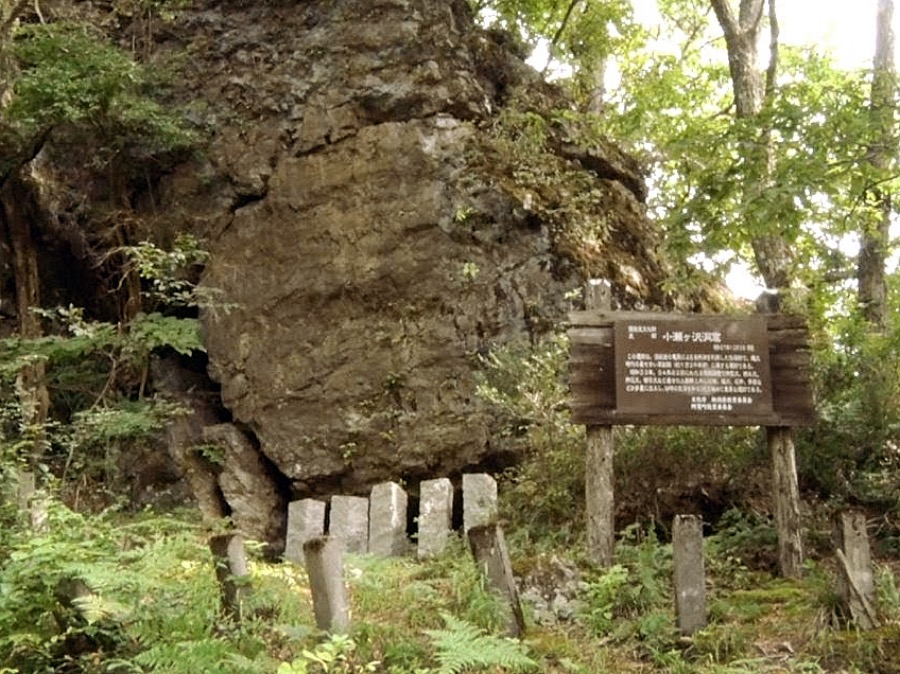
كهف كوسيغاساوا.

يقع الكهف في أعلى نهر مورويا، تشكّل الكهف بفعل التعرية نتوء من صخر ريوليت على الضفة اليسرى للنهر التي ترتفع إلى 200 متر (660 قدم)، يبلغ عرض الكهف 1.5 متر (4.9 قدم) و يمتد إلى 7 متر (23 قدم) داخل الجبل، تم التنقيب داخله بين عامي 1958 و1959 وإكتشاف العديد من القطع الفخارية التي ترجع إلى بدايات حقبة جومون مع أدوات حجرية ومعدّات للصيد مثل رؤوس المقذوفات [الإنجليزية] الحجرية، توجد العديد من نقاط التشابه في تصميم بعض هذه القطع الأثرية مع مثيلاتها التي وجدت في منطقة بريمورسكي كراي، شرق سيبيريا.
شملت القطع الأثرية المكتشفة الكثير من المخلفات الحجرية (نفايات تنتج أثناء صناعة الأدوات الحجرية) مما يعني أن هذا الكهف كان قاعدة لصناعة هذه الأدوات، لكون هذه الأثار مهمة لتوضيح أصول ثقافة جومون تم تصنيف القطع المكتشفة وعددها 1350 عام 2000 على أنها (ممتلكات ثقافية وطنية مهمة [الإنجليزية]) وحاليًا تعرض القطع في متحف مدينة ناغاوكا للعلوم، ومتحف التاريخ الإقليمي في موقع قرية كاميكاوا [الإنجليزية] سابقًا.

## طالع أيضًا
- كهف مورويا
- كهف أكادو
- كهف خفاش بحيرة ساي
- جغرافيا اليابان